# ベスト・ヘア賞
ベスト・ヘア賞は全日本美容業生活衛生同業組合連合会により贈られていた賞。対象は一般投票により選ばれた女性有名人。表彰式は同連合会主催の全日本美容技術選手権大会と同日に開催地で行われた。2007年廃止

## 歴代受賞者一覧
- 2000年　神田うの、草笛光子、田畑智子
- 2001年　菊川怜
- 2002年　米倉涼子
- 2003年　優香
- 2004年　石川亜沙美
- 2005年　上戸彩
- 2006年　長澤まさみ
- 2007年　三船美佳